# Andrena tatjanae
Andrena tatjanae är en biart som beskrevs av Osytshnjuk 1995. Andrena tatjanae ingår i släktet sandbin, och familjen grävbin. Inga underarter finns listade i Catalogue of Life.